# Servicio Nacional de Aprendizaje Industrial
El Servicio Nacional de Aprendizaje Industrial  (en portugués:Serviço Nacional de Aprendizagem Industrial,conocida por sus siglas de SENAI) es una institución privada brasileña de interés público, sin fines de lucro, con personalidad jurídica de derecho privado, se encuentra fuera de la Administración Pública. Se llama entidad paraestatal y es reconocida en la categoría de Servicios Sociales Autónomos- SSA. Su principal objetivo es apoyar a 28 zonas industriales a través de la capacitación de los recursos humanos y la prestación de servicios técnicos y tecnológicos. Los programas de formación profesional son posibles a través de las modalidades de enseñanza, capacitación, avanzada, técnica, superior y de postgrado. También ofrece servicios tecnológicos,asesoramiento, consultoría, investigación aplicada, diseño, servicios de laboratorio, tecnología de información. Muchos de los cursos son a distancia.

## Historia
El SENAI fue creado por el decreto  4.048 el 22 de enero de 1942. Al principio de la creación del Senai se daban 2.000 reis al mes por empleado de las empresas afiliadas a la Confederación Nacional Industrial (CNI). Este sistema fue modificado el 5 de febrero de 1944, cuando ahora corresponde al 1% de la masa salarial de las industrias (decreto n ° 6246). Sólo el 3 de agosto de 1942, el Senai comenzó a operar en Río de Janeiro, actualmente se encuentra en Brasilia.
El 20 de octubre de 2007, el presidente Luiz Inacio Lula da Silva, exalumno del Senai, visitó las instalaciones del Centro de Producción Integrada y Tecnología (Cimatec) del Senai.
El Senai de São Paulo comenzó el 28 de agosto de 1942, bajo la dirección de Roberto Mange. 
Hay 738 unidades operativas y 320 kits educativos de educación profesional (que funcionan como talleres móviles) en 25 ocupaciones diferentes. El SENAI está presente en todo el territorio nacional, ocho países y tres organismos internacionais.
El SENAI de Santa Catarina fue elegido por el Great Place to Work Institute (GPTW) como una de las cien mejores empresas para trabajar en Brasil.